# 扎基尔·哈桑诺夫
扎基尔·哈桑诺夫（1959年6月6日—），阿塞拜疆政治家和上校，起初是一位炮兵军官，2003年1月17日出任内政部副部长。自2013年以來一直擔任阿塞拜疆國防部長。